# Drosophila hanaulae
Drosophila hanaulae är en tvåvingeart som beskrevs av Elmo Hardy 1969. Drosophila hanaulae ingår i släktet Drosophila och familjen daggflugor.
Artens utbredningsområde är Hawaii.